# Zuhal Soyhan
Zuhal Mössinger-Soyhan (geb. Soyhan) (* 15. April 1965 in Karasu, Türkei) ist eine türkisch-deutsche Journalistin.

## Werdegang
Soyhan wurde im Dorf Karasu am Schwarzen Meer geboren. 1969 wurde sie bei einem schweren Erdbeben verschüttet und sieben Stunden später unter Trümmern gefunden. Von ihren Verwandten wurde sie für tot gehalten; erst bei der Totenwaschung öffnete sie die Augen.
Sie hatte zahlreiche Knochenbrüche erlitten; die türkischen Ärzte erkannten jedoch nicht, dass die Brüche nicht allein von der Verschüttung stammen konnten.
Durch eine in Deutschland lebende Verwandte ermutigt, siedelte die Familie von Soyhan mit ihr nach Deutschland über, auch um Zuhal ab dem Alter von vier Jahren eine bessere medizinische Behandlung zu ermöglichen. In Deutschland wurde diagnostiziert, dass Zuhal Soyhan an der Glasknochenkrankheit leidet. Sie verbrachte drei Jahre im Krankenhaus und erlitt immer wieder neue Knochenbrüche.
Nach dem Abitur in München besuchte sie von 1989 bis 1993 die Deutsche Journalistenschule in München und schloss bis 1995 dort eine Ausbildung zur Redakteurin an.
Seit 1997 ist sie Mitarbeiterin des Bayerischen Rundfunks und überwiegend für wir in Bayern tätig. Sie moderierte von 1999 bis 2013 grenzenlos, ein TV-Reisemagazin für Menschen mit und ohne Handicap. Seit 2013 ist Soyhan regelmäßig Interviewerin der Sendung Talk im ARD-alpha-Forum. 2012 veröffentlichte sie eine Autobiographie unter dem Titel Ungebrochen: Mein abenteuerliches Leben mit der Glasknochenkrankheit, über die in zahlreichen Medien berichtet wurde.

## Privatleben
Soyhan ist verheiratet und lebt in München. 

## Veröffentlichungen (Auswahl)
- Ungebrochen: Mein abenteuerliches Leben mit der Glasknochenkrankheit, Ostfildern: Patmos-Verlag 2012, ISBN 978-3-8436-0145-0.